# AIK Fotboll
Az AIK, teljes nevén Allmänna Idrottsklubben Fotboll egy svéd labdarúgócsapat. Az anyaklub 1891-ben alakult, a labdarúgó-szakosztály 1896-ban jött létre.
A klub székhelye Solnában van, jelenleg az első osztályban szerepel.
Az 1999-2000-es szezonban a Bajnokok ligája csoportkörébe jutott a csapat.

## Stadion
A csapat mérkőzéseit a Råsunda Stadionban játssza, ugyanott, ahol a svéd válogatott is szerepel hazai mérkőzésein. A stadion mintegy 35 ezer néző befogadására alkalmas.

## Szurkolók
A klub legfőbb riválisa a szintén stockholmi Djurgårdens. A két csapat mérkőzését Európa tíz legnagyobb rangadója közt tartják számon. [forrás?] Ugyancsak nagy rivális a szintén fővárosi Hammarby.
A nem fővárosi csapatok közül az IFK Göteborggal alakult ki a legnagyobb rivalizálás. A két csapat mérkőzésein gyakran történik szurkolói rendbontás is. 2002-ben egy AIK-IFK mérkőzésen történt meg az első szurkolói haláleset. [forrás?]

## Testvérklubok
- Akropolis IF
- Bollstanäs SK
- FC Djursholm
- IFK Norrköping
- Råsunda IS
- Sollentuna United FK
- Täby IS
- Värmbols FC
- FC Väsby United
- Västerås SK

## Jelenlegi keret
2018. augusztus 10-én frissítve.
| #  |                       | Poszt | Név                    |
| -- | --------------------- | ----- | ---------------------- |
| 2  | Izland                | V     | Haukur Heiðar Hauksson |
| 3  | Svédország            | V     | Per Karlsson           |
| 5  | Svédország            | V     | Jesper Nyholm          |
| 6  | Svédország            | V     | Alexander Milošević    |
| 7  | Svédország            | KP    | Kristoffer Olsson      |
| 8  | Ghána                 | KP    | Enoch Kofi Adu         |
| 9  | Svédország            | V     | Rasmus Lindkvist       |
| 10 | Svédország            | CS    | Denni Avdić            |
| 11 | Svédország            | CS    | Stefan Silva           |
| 13 | Kanada                | K     | Kyriakos Stamatopoulos |
| 14 | Dominikai Köztársaság | V     | Heradi Rashidi         |
| 15 | Svédország            | V     | Robert Lundström       |

| #  |            | Poszt | Név                   |
| -- | ---------- | ----- | --------------------- |
| 16 | Svédország | KP    | Sebastian Larsson     |
| 17 | Svédország | CS    | Daniel Mushitu        |
| 20 | Norvégia   | KP    | Tarik Elyounoussi     |
| 21 | Svédország | V     | Daniel Sundgren       |
| 22 | Argentína  | CS    | Nicolás Stefanelli    |
| 23 | Szerbia    | K     | Budimir Janošević     |
| 24 | Svédország | V     | Robin Jansson         |
| 25 | Svédország | V     | Panajotis Dimitriadis |
| 26 | Svédország | V     | Joel Ekstrand         |
| 34 | Svédország | K     | Oscar Linnér          |
| 36 | Eritrea    | CS    | Henok Goitom (c)      |

- Az 1-es szám a szurkolók számára van fenntartva.[2]

## Vezetőedzők
| - Rikard Norling (2016 – ) - Andreas Alm (2011– 2016) - Alex Miller (2010) - Björn Wesström (2010) - Mikael Stahre (2008–2010) - Rikard Norling (2005–2008) - Patrick Englund (2004) - Richard Money (2003–2004) - Dušan Uhrin (2002) - Peter Larsson (2002) - Olle Nordin (2001–2002) - Stuart Baxter (1998–2000) - Erik Hamrén (1995–1997) - Hasse Backe (1994–1995) - Tommy Söderberg (1991–1993) - Sanny Åslund (1988–1990) | - Nisse Andersson (1987) - Göran Åberg (1987) - Rolf Zetterlund (1981–1986) - Bo Petersson (1979–1980) - Jens Lindblom (1979) - Olavus Olsson (1978) - Gunnar Nordahl (1977–1978) - Lars-Oscar Nilsson (1976) - Kurt Liander (1975) - Keith Spurgeon (1975) | - Jens Lindblom (1971–1974) - Torsten Lindberg (1969–1970) - Ingemar Ingevik (1967–1968) - Henry Carlsson (1965–1966) - Hilding ”Moggli” Gustafsson (1962–1964) - Szendrődi Lajos (1960–1961) - Erik ”Lillis” Persson (1959) - Frank Soo (1958) - Henry Carlsson (1956–1958) - Per Kaufeldt (1951–1956) |

## Sikerek
- Allsvenskan:
  - Győztes (13): 1898, 1900, 1901, 1911, 1914, 1916, 1923, 1931-32, 1936-37, 1983, 1998, 2009, 2018
  - Második (15): 1917, 1930-31, 1934-35, 1935-36, 1938-39, 1946-47, 1972, 1974, 1984, 1999, 2006, 2011, 2013, 2016, 2017
- Mästerskapsserien:
  - Győztes (1): 1992
- Allsvenskan rájátszás:
  - Második (1): 1986
- Svenska Serien:
  - Második (5): 1910, 1914-15, 1915-16, 1922-23, 1923-24
- Svenska Mästerskapet:
  - Győztes (6): 1900, 1901, 1911, 1914, 1916, 1923
  - Második (2): 1898, 1917
- Svenska Cupen:
  - Győztes (8): 1949, 1950, 1975-76, 1984-85, 1995-96, 1996-97, 1998-99, 2009
  - Döntős (8): 1943, 1947, 1968-69, 1991, 1994-95, 1999-00, 2000-01, 2002
- Supercupen:
  - Győztes (1): 2010
- Corinthian Bowl:
  - Döntős (2): 1912, 1913
- Rosenska Pokalen:
  - Második (2): 1899, 1900
- Wicanderska Välgörenhetsskölden:
  - Győztes (4): 1908, 1909, 1914, 1916
  - Második (3): 1905, 1906, 1915

## Statisztika

### Bajnokság
| Bajnoki helyezések 1987 óta | Bajnoki helyezések 1987 óta | Bajnoki helyezések 1987 óta | Bajnoki helyezések 1987 óta | Bajnoki helyezések 1987 óta | Bajnoki helyezések 1987 óta | Bajnoki helyezések 1987 óta | Bajnoki helyezések 1987 óta | Bajnoki helyezések 1987 óta | Bajnoki helyezések 1987 óta | Bajnoki helyezések 1987 óta | Bajnoki helyezések 1987 óta | Bajnoki helyezések 1987 óta | Bajnoki helyezések 1987 óta | Bajnoki helyezések 1987 óta | Bajnoki helyezések 1987 óta | Bajnoki helyezések 1987 óta | Bajnoki helyezések 1987 óta | Bajnoki helyezések 1987 óta | Bajnoki helyezések 1987 óta | Bajnoki helyezések 1987 óta | Bajnoki helyezések 1987 óta | Bajnoki helyezések 1987 óta | Bajnoki helyezések 1987 óta | Bajnoki helyezések 1987 óta | Bajnoki helyezések 1987 óta | Bajnoki helyezések 1987 óta | Bajnoki helyezések 1987 óta | Bajnoki helyezések 1987 óta | Bajnoki helyezések 1987 óta | Bajnoki helyezések 1987 óta | Bajnoki helyezések 1987 óta |
| --------------------------- | --------------------------- | --------------------------- | --------------------------- | --------------------------- | --------------------------- | --------------------------- | --------------------------- | --------------------------- | --------------------------- | --------------------------- | --------------------------- | --------------------------- | --------------------------- | --------------------------- | --------------------------- | --------------------------- | --------------------------- | --------------------------- | --------------------------- | --------------------------- | --------------------------- | --------------------------- | --------------------------- | --------------------------- | --------------------------- | --------------------------- | --------------------------- | --------------------------- | --------------------------- | --------------------------- | --------------------------- |
| #                           | 1987                        | 1988                        | 1989                        | 1990                        | 1991                        | 1992                        | 1993                        | 1994                        | 1995                        | 1996                        | 1997                        | 1998                        | 1999                        | 2000                        | 2001                        | 2002                        | 2003                        | 2004                        | 2005                        | 2006                        | 2007                        | 2008                        | 2009                        | 2010                        | 2011                        | 2012                        | 2013                        | 2014                        | 2015                        | 2016                        | 2017                        |
| 1                           |                             |                             |                             |                             |                             | AIK                         |                             |                             |                             |                             |                             | AIK                         |                             |                             |                             |                             |                             |                             |                             |                             |                             |                             | AIK                         |                             |                             |                             |                             |                             |                             |                             |                             |
| 2                           |                             |                             |                             |                             |                             |                             |                             |                             |                             |                             |                             |                             | AIK                         |                             |                             |                             |                             |                             |                             | AIK                         |                             |                             |                             |                             | AIK                         |                             | AIK                         |                             |                             | AIK                         | AIK                         |
| 3                           |                             |                             |                             |                             |                             |                             | AIK                         |                             |                             |                             |                             |                             |                             | AIK                         | AIK                         |                             |                             |                             |                             |                             |                             |                             |                             |                             |                             |                             |                             | AIK                         | AIK                         |                             |                             |
| 4                           |                             |                             |                             |                             | AIK                         |                             |                             |                             |                             | AIK                         |                             |                             |                             |                             |                             |                             |                             |                             |                             |                             |                             |                             |                             |                             |                             | AIK                         |                             |                             |                             |                             |                             |
| 5                           |                             |                             |                             |                             |                             |                             |                             |                             |                             |                             |                             |                             |                             |                             |                             | AIK                         | AIK                         |                             |                             |                             | AIK                         | AIK                         |                             |                             |                             |                             |                             |                             |                             |                             |                             |
| 6                           |                             |                             |                             |                             |                             |                             |                             | AIK                         |                             |                             |                             |                             |                             |                             |                             |                             |                             |                             |                             |                             |                             |                             |                             |                             |                             |                             |                             |                             |                             |                             |                             |
| 7                           |                             |                             |                             |                             |                             |                             |                             |                             |                             |                             |                             |                             |                             |                             |                             |                             |                             |                             |                             |                             |                             |                             |                             |                             |                             |                             |                             |                             |                             |                             |                             |
| 8                           |                             |                             | AIK                         | AIK                         |                             |                             |                             |                             | AIK                         |                             | AIK                         |                             |                             |                             |                             |                             |                             |                             |                             |                             |                             |                             |                             |                             |                             |                             |                             |                             |                             |                             |                             |
| 9                           | AIK                         |                             |                             |                             |                             |                             |                             |                             |                             |                             |                             |                             |                             |                             |                             |                             |                             |                             |                             |                             |                             |                             |                             |                             |                             |                             |                             |                             |                             |                             |                             |
| 10                          |                             | AIK                         |                             |                             |                             |                             |                             |                             |                             |                             |                             |                             |                             |                             |                             |                             |                             |                             |                             |                             |                             |                             |                             |                             |                             |                             |                             |                             |                             |                             |                             |
| 11                          |                             |                             |                             |                             |                             |                             |                             |                             |                             |                             |                             |                             |                             |                             |                             |                             |                             |                             |                             |                             |                             |                             |                             | AIK                         |                             |                             |                             |                             |                             |                             |                             |
| 12                          |                             |                             |                             |                             |                             |                             |                             |                             |                             |                             |                             |                             |                             |                             |                             |                             |                             |                             |                             |                             |                             |                             |                             |                             |                             |                             |                             |                             |                             |                             |                             |
| 13                          |                             |                             |                             |                             |                             |                             |                             |                             |                             |                             |                             |                             |                             |                             |                             |                             |                             | AIK                         |                             |                             |                             |                             |                             |                             |                             |                             |                             |                             |                             |                             |                             |
| 14                          |                             |                             |                             |                             |                             |                             |                             |                             |                             |                             |                             |                             |                             |                             |                             |                             |                             |                             |                             |                             |                             |                             |                             |                             |                             |                             |                             |                             |                             |                             |                             |
| 15                          |                             |                             |                             |                             |                             |                             |                             |                             |                             |                             |                             |                             |                             |                             |                             |                             |                             |                             |                             |                             |                             |                             |                             |                             |                             |                             |                             |                             |                             |                             |                             |
| 16                          |                             |                             |                             |                             |                             |                             |                             |                             |                             |                             |                             |                             |                             |                             |                             |                             |                             |                             |                             |                             |                             |                             |                             |                             |                             |                             |                             |                             |                             |                             |                             |
| -                           |                             |                             |                             |                             |                             |                             |                             |                             |                             |                             |                             |                             |                             |                             |                             |                             |                             |                             | SE                          |                             |                             |                             |                             |                             |                             |                             |                             |                             |                             |                             |                             |

### Kupa
| Kupastatisztika 1985-86 óta | Kupastatisztika 1985-86 óta | Kupastatisztika 1985-86 óta | Kupastatisztika 1985-86 óta | Kupastatisztika 1985-86 óta | Kupastatisztika 1985-86 óta | Kupastatisztika 1985-86 óta | Kupastatisztika 1985-86 óta | Kupastatisztika 1985-86 óta | Kupastatisztika 1985-86 óta | Kupastatisztika 1985-86 óta | Kupastatisztika 1985-86 óta | Kupastatisztika 1985-86 óta | Kupastatisztika 1985-86 óta | Kupastatisztika 1985-86 óta | Kupastatisztika 1985-86 óta | Kupastatisztika 1985-86 óta | Kupastatisztika 1985-86 óta | Kupastatisztika 1985-86 óta | Kupastatisztika 1985-86 óta | Kupastatisztika 1985-86 óta | Kupastatisztika 1985-86 óta | Kupastatisztika 1985-86 óta | Kupastatisztika 1985-86 óta | Kupastatisztika 1985-86 óta | Kupastatisztika 1985-86 óta | Kupastatisztika 1985-86 óta | Kupastatisztika 1985-86 óta | Kupastatisztika 1985-86 óta | Kupastatisztika 1985-86 óta | Kupastatisztika 1985-86 óta | Kupastatisztika 1985-86 óta | Kupastatisztika 1985-86 óta |
| Kör                         | 85/86                       | 86/87                       | 87/88                       | 88/89                       | 89/90                       | 90/91                       | 1991                        | 92/93                       | 93/94                       | 94/95                       | 95/96                       | 96/97                       | 97/98                       | 98/99                       | 99/00                       | 00/01                       | 2002                        | 2003                        | 2004                        | 2005                        | 2006                        | 2007                        | 2008                        | 2009                        | 2010                        | 2011                        | 12/13                       | 13/14                       | 14/15                       | 15/16                       | 16/17                       | 17/18                       |
| --------------------------- | --------------------------- | --------------------------- | --------------------------- | --------------------------- | --------------------------- | --------------------------- | --------------------------- | --------------------------- | --------------------------- | --------------------------- | --------------------------- | --------------------------- | --------------------------- | --------------------------- | --------------------------- | --------------------------- | --------------------------- | --------------------------- | --------------------------- | --------------------------- | --------------------------- | --------------------------- | --------------------------- | --------------------------- | --------------------------- | --------------------------- | --------------------------- | --------------------------- | --------------------------- | --------------------------- | --------------------------- | --------------------------- |
| Győztes                     |                             |                             |                             |                             |                             |                             |                             |                             |                             |                             | AIK                         | AIK                         |                             | AIK                         |                             |                             |                             |                             |                             |                             |                             |                             |                             | AIK                         |                             |                             |                             |                             |                             |                             |                             |                             |
| Döntő                       |                             |                             |                             |                             |                             |                             | AIK                         |                             |                             | AIK                         |                             |                             |                             |                             | AIK                         | AIK                         | AIK                         |                             |                             |                             |                             |                             |                             |                             |                             |                             |                             |                             |                             |                             |                             |                             |
| Elődöntő                    | AIK                         |                             | AIK                         |                             |                             |                             |                             |                             |                             |                             |                             |                             |                             |                             |                             |                             |                             |                             |                             |                             |                             |                             |                             |                             |                             |                             |                             |                             |                             |                             |                             | AIK                         |
| Negyeddöntő                 |                             |                             |                             |                             |                             |                             |                             |                             |                             |                             |                             |                             |                             |                             |                             |                             |                             | AIK                         |                             |                             |                             |                             |                             |                             | AIK                         |                             |                             |                             |                             | AIK                         | AIK                         |                             |
| Nyolcaddöntő                |                             |                             |                             |                             |                             |                             |                             |                             | AIK                         |                             |                             |                             | AIK                         |                             |                             |                             |                             |                             |                             |                             |                             |                             |                             |                             |                             |                             |                             |                             |                             |                             |                             |                             |
| Legjobb 32                  |                             |                             |                             |                             |                             | AIK                         |                             | AIK                         |                             |                             |                             |                             |                             |                             |                             |                             |                             |                             |                             | AIK                         | AIK                         | AIK                         | AIK                         |                             |                             | AIK                         |                             |                             |                             |                             |                             |                             |
| Egyéb                       |                             | AIK                         |                             | AIK                         | AIK                         |                             |                             |                             |                             |                             |                             |                             |                             |                             |                             |                             |                             |                             | AIK                         |                             |                             |                             |                             |                             |                             |                             | AIK                         | AIK                         | AIK                         |                             |                             |                             |

## Összes nemzetközi kupamérkőzés
| Szezon    | Kupa            | Kör                   | Ország | Klub                   | Otthon | Idegenben | Össz. | Megjegyzés              |
| --------- | --------------- | --------------------- | ------ | ---------------------- | ------ | --------- | ----- | ----------------------- |
| 1964-65   | Intertotó-kupa  | C2 csoport            | FRA    | Angers                 | 4-1    | 1-3       |       | 2. helyezés             |
| 1964-65   | Intertotó-kupa  | C2 csoport            | YUG    | Sarajevo               | 2-0    | 0-2       |       | 2. helyezés             |
| 1964-65   | Intertotó-kupa  | C2 csoport            | CZE    | Slovnaft Bratislava    | 3-2    | 1-7       |       | 2. helyezés             |
| 1965-66   | VVK             | Első kör              | BEL    | Daring Club Molenbeek  | 0-0    | 3-1       | 3-1   |                         |
| 1965-66   | VVK             | Második kör           | SUI    | Servette               | 2-1    | 1-4       | 3-5   |                         |
| 1966-67   | Intertotó-kupa  | B3 csoport            | NDK    | Carl Zeiss Jena        | 0-0    | 1-4       |       | 4. helyezés             |
| 1966-67   | Intertotó-kupa  | B3 csoport            | GER    | Eintracht Braunschweig | 3-1    | 0-1       |       | 4. helyezés             |
| 1966-67   | Intertotó-kupa  | B3 csoport            | POL    | Górnik Zabrze          | 1-1    | 2-3       |       | 4. helyezés             |
| 1967      | Intertotó-kupa  | B6 csoport            | DEN    | AGF                    | 1-0    | 2-1       |       | 3. helyezés             |
| 1967      | Intertotó-kupa  | B6 csoport            | NDK    | Dynamo Dresden         | 1-4    | 2-1       |       | 3. helyezés             |
| 1967      | Intertotó-kupa  | B6 csoport            | CZE    | Košice                 | 1-1    | 0-4       |       | 3. helyezés             |
| 1968-69   | VVK             | Első kör              | NOR    | Skeid                  | 2-1    | 1-1       | 3-2   |                         |
| 1968-69   | VVK             | Második kör           | GER    | Hannover 96            | 4-2    | 2-5       | 6-7   |                         |
| 1970      | Intertotó-kupa  | B csoport             | SUI    | Lausanne Sports        | 1-1    | 2-2       |       | 3. helyezés             |
| 1970      | Intertotó-kupa  | B csoport             | FRA    | Marseille              | 2-2    | 2-6       |       | 3. helyezés             |
| 1970      | Intertotó-kupa  | B csoport             | POL    | Zagłębie Sosnowiec     | 2-1    | 1-2       |       | 3. helyezés             |
| 1973      | Intertotó-kupa  | 2. csoport            | GER    | Duisburg               | 3-1    | 1-1       |       | 3. helyezés             |
| 1973      | Intertotó-kupa  | 2. csoport            | NED    | PSV                    | 0-1    | 0-3       |       | 3. helyezés             |
| 1973      | Intertotó-kupa  | 2. csoport            | CZE    | Slovan Bratislava      | 1-1    | 0-0       |       | 3. helyezés             |
| 1973–1974 | UEFA-kupa       | Első kör              | DEN    | B 1903                 | 1-1    | 1-2       | 2-3   |                         |
| 1974      | Intertotó-kupa  | 6. csoport            | AUT    | Linz                   | 3-2    | 1-6       |       | 4. helyezés             |
| 1974      | Intertotó-kupa  | 6. csoport            | CZE    | Spartak Trnava         | 0-1    | 1-2       |       | 4. helyezés             |
| 1974      | Intertotó-kupa  | 6. csoport            | POL    | Wisła Kraków           | 0-3    | 0-1       |       | 4. helyezés             |
| 1975      | Intertotó-kupa  | 5. csoport            | GER    | Tennis Borussia Berlin | 2-3    | 3-1       |       | 4. helyezés             |
| 1975      | Intertotó-kupa  | 5. csoport            | POL    | Polonia Bytom          | 0-2    | 1-5       |       | 4. helyezés             |
| 1975      | Intertotó-kupa  | 5. csoport            | CZE    | Zbrojovka Brno         | 1-2    | 0-2       |       | 4. helyezés             |
| 1975-76   | UEFA-kupa       | Első kör              | SZU    | Szpartak Moszkva       | 1-1    | 0-1       | 1-2   |                         |
| 1976      | Intertotó-kupa  | 4. csoport            | CZE    | Baník Ostrava          | 0-1    | 0-2       |       | 4. helyezés             |
| 1976      | Intertotó-kupa  | 4. csoport            | NSZK   | Eintracht Braunschweig | 1-3    | 1-2       |       | 4. helyezés             |
| 1976      | Intertotó-kupa  | 4. csoport            | AUT    | Tirol Innsbruck        | 3-3    | 1-3       |       | 4. helyezés             |
| 1976-77   | KEK             | Első selejtezőkör     | TUR    | Galatasaray            | 1-2    | 1-1       | 2-3   |                         |
| 1984      | Intertotó-kupa  | 5. csoport            | POL    | KS Górnik Zabrze       | 2-3    | 0-1       |       | 1. helyezés             |
| 1984      | Intertotó-kupa  | 5. csoport            | NDK    | Magdeburg              | 2-0    | 2-0       |       | 1. helyezés             |
| 1984      | Intertotó-kupa  | 5. csoport            | GER    | Nürnberg               | 8-2    | 2-1       |       | 1. helyezés             |
| 1984-85   | UEFA-kupa       | Első kör              | SCO    | Dundee United          | 1-0    | 0-3       | 1-3   |                         |
| 1985      | Intertotó-kupa  | 4. csoport            | CZE    | Bohemians Praha        | 2-1    | 1-1       |       | 1. helyezés             |
| 1985      | Intertotó-kupa  | 4. csoport            | SUI    | St. Gallen             | 0-1    | 6-1       |       | 1. helyezés             |
| 1985      | Intertotó-kupa  | 4. csoport            | HUN    | Videoton FC            | 3-0    | 0-1       |       | 1. helyezés             |
| 1985-86   | KEK             | Első kör              | LUX    | Red Boys Differdange   | 8-0    | 5-0       | 13-0  |                         |
| 1985-86   | KEK             | Második kör           | CZE    | Dukla Praha            | 2-2    | 0-1       | 2-3   |                         |
| 1987      | Intertotó-kupa  | 6. csoport            | POL    | Lech Poznań            | 4-1    | 0-0       |       | 1. helyezés             |
| 1987      | Intertotó-kupa  | 6. csoport            | DEN    | Lyngby                 | 3-1    | 2-0       |       | 1. helyezés             |
| 1987      | Intertotó-kupa  | 6. csoport            | CZE    | Plastika Nitra         | 0-0    | 0-1       |       | 1. helyezés             |
| 1987-88   | UEFA-kupa       | Első kör              | CZE    | Vítkovice              | 0-2    | 1-1       | 1-3   |                         |
| 1993-94   | Bajnokok Ligája | Első selejtezőkör     | CZE    | Sparta Praha           | 1-0    | 0-2       | 1-2   |                         |
| 1994      | Intertotó-kupa  | 3. csoport            | GER    | Bayer Leverkusen       | 3-2    |           |       | 1. helyezés             |
| 1994      | Intertotó-kupa  | 3. csoport            | SUI    | Lausanne Sports        | 2-1    |           |       | 1. helyezés             |
| 1994      | Intertotó-kupa  | 3. csoport            | NED    | Sparta Rotterdam       | 2-2    |           |       | 1. helyezés             |
| 1994      | Intertotó-kupa  | 3. csoport            | AUT    | Tirol Innsbruck        | 2-0    |           |       | 1. helyezés             |
| 1994-95   | UEFA-kupa       | Selejtező             | LTU    | Mažeikiai              | 2-0    | 2-0       | 4-0   |                         |
| 1994-95   | UEFA-kupa       | Első kör              | CZE    | Slavia Praha           | 0-0    | 2-2       | 2-2   | Idegenben lőtt több gól |
| 1994-95   | UEFA-kupa       | Második kör           | ITA    | AC Parma               | 0-1    | 0-2       | 0-3   |                         |
| 1996-97   | KEK             | Első kör              | ISL    | KR                     | 1-1    | 1-0       | 2-1   |                         |
| 1996-97   | KEK             | Második kör           | FRA    | Nîmes Olympique        | 0-1    | 3-1       | 3-2   |                         |
| 1996-97   | KEK             | Negyeddöntő           | ESP    | Barcelona              | 1-1    | 1-3       | 2-4   |                         |
| 1997-98   | KEK             | Első kör              | SVN    | Primorje               | 0-1    | 1-1       | 1-2   |                         |
| 1999-00   | Bajnokok Ligája | Második selejtezőkör  | BLR    | Dnyapro                | 2-0    | 1-0       | 3-0   |                         |
| 1999-00   | Bajnokok Ligája | Harmadik selejtezőkör | GRE    | AÉK                    | 1-0    | 0-0       | 1-0   |                         |
| 1999-00   | Bajnokok Ligája | B csoport             | ENG    | Arsenal                | 2-3    | 1-3       |       | 4. helyezés             |
| 1999-00   | Bajnokok Ligája | B csoport             | ESP    | Barcelona              | 1-2    | 0-5       |       | 4. helyezés             |
| 1999-00   | Bajnokok Ligája | B csoport             | ITA    | Fiorentina             | 0-0    | 0-3       |       | 4. helyezés             |
| 2000-01   | UEFA-kupa       | Selejtező             | BLR    | Gomel                  | 1-0    | 2-0       | 3-0   |                         |
| 2000-01   | UEFA-kupa       | Első kör              | DEN    | Herfølge               | 0-1    | 1-1       | 1-2   |                         |
| 2001      | Intertotó-kupa  | Első kör              | WAL    | Carmarthen Town        | 3-0    | 0-0       | 3-0   |                         |
| 2001      | Intertotó-kupa  | Második kör           | DEN    | Odense                 | 2-0    | 2-2       | 4-2   |                         |
| 2001      | Intertotó-kupa  | Harmadik kör          | FRA    | Troyes                 | 1-2    | 1-2       | 2-4   |                         |
| 2002-03   | UEFA-kupa       | Selejtező             | ISL    | ÍBV                    | 2-0    | 3-1       | 5-1   |                         |
| 2002-03   | UEFA-kupa       | Első kör              | TUR    | Fenerbahçe             | 3-3    | 1-3       | 4-6   |                         |
| 2003-04   | UEFA-kupa       | Selejtező             | ISL    | Fylkir                 | 1-0    | 0-0       | 1-0   |                         |
| 2003-04   | UEFA-kupa       | Első kör              | ESP    | Valencia               | 0-1    | 0-1       | 0-2   |                         |
| 2007-08   | UEFA-kupa       | Első selejtezőkör     | NIR    | Glentoran              | 4-0    | 5-0       | 9-0   |                         |
| 2007-08   | UEFA-kupa       | 2. kör                | LAT    | Liepājas Metalurgs     | 2-0    | 2-3       | 4-3   |                         |
| 2007-08   | UEFA-kupa       | Első kör              | ISR    | Hapoel Tel Aviv        | 0-1    | 0-0       | 0-1   |                         |
| 2010-11   | Bajnokok Ligája | Második selejtezőkör  | LUX    | AS Jeunesse Esch       | 1-0    |           |       |                         |